# Marco Arana

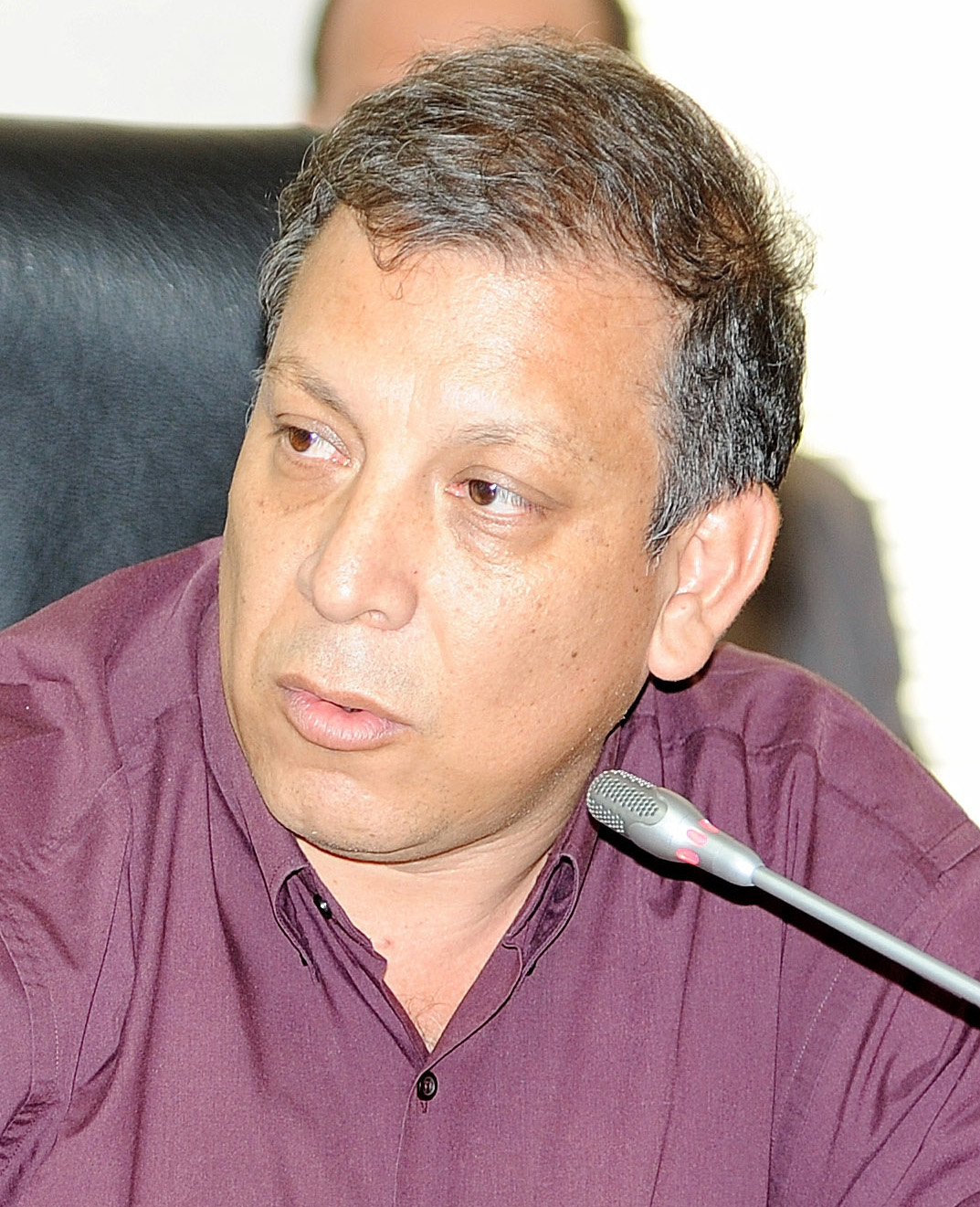
Marco Arana

Marco Arana Zegarra (ur. 20 października 1962 r. w Cajamarce) – peruwiański działacz na rzecz ochrony środowiska, założyciel grupy „Grufides” zajmującej się ochroną andyjskich autochtonów, były ksiądz rzymskokatolicki.
Jego działalność skupia się głównie na walką z prowadzącymi do degradacji tamtejszego środowiska, nielegalnymi praktykami korporacji górniczej Newmont podczas wydobywania i przetwarzania złota na terenie kopalni Yanacocha. 